# 말레피센트 (영화)
《말레피센트》(Maleficent)는 로버트 스트롬버그가 감독을 맡고 린다 울버턴이 각본을 맡은 월트 디즈니 픽처스의 2014년 다크 판타지 영화이다. 안젤리나 졸리가 동명의 디즈니 악당 캐릭터로 출연하며, 월트 디즈니의 1959년 애니메이션 영화 《잠자는 숲속의 미녀》를 악당 말레피센트 입장에서 본 라이브 액션으로 재구성했다. 2012년 6월 18일부터 촬영하기 시작했고, 2014년 5월 30일 디즈니 디지털 3-D, RealD, 아이맥스 형식으로 개봉했다. 뿐만 아니라 전통적인 극장에서도 개봉했다.
《말레피센트》는 디자이너 로버트 스트롬버그(《이상한 나라의 앨리스》, 《오즈 그레이트 앤드 파워풀》의 디자인을 맡았었음) 감독 데뷔작이다. 졸리, 조 로스, 베테랑 디즈니 영화 제작자 돈 한은 제작자로 참여했다.

## 배역
- 안젤리나 졸리 - 말레피센트
  - 엘라 퍼넬 - 어린 시절 말레피센트
- 엘 패닝 - 오로라 공주
- 샬토 코플리 - 스테판 왕
- 샘 라일리 - 디아발
- 이멜다 스탠턴 - 노트그래스
- 주노 템플 - 시슬트윗
- 레슬리 맨빌 - 플리틀
- 브렌턴 스웨이츠 - 필립 왕자
- 미란다 리처드슨 - 울라 왕비
- 피터 카팔디 - 킨록 왕
- 케네스 크래넘 - 헨리 왕
- 앵거스 라이트
- 해나 뉴

## 한국어 더빙 성우진
- 여민정 - 말레피센트
- 장예나 - 오로라 공주
- 최한 - 스테판
- 박성영 - 필립 왕자
- 박성태 - 디아발
- 임은정 - 플리틀
- 이선주 - 노트그래스
- 강시현 - 티슬위트
- 이호인 - 헨리 왕
- 안소명 - 어린 말레피센트
- 곽이안 - 어린 스테판
- 유동균
- 곽규미
- 이규창
- 김가령
- 손수호
- 선우현수
- 정의진